# Lokrume kyrka
Lokrume kyrka är en kyrkobyggnad i Lokrume på Gotland. Den var tidigare församlingskyrka för Lokrume församling som uppgick i Väskinde församling 2007.

## Kyrkobyggnaden
I slutet av 1100-talet stod här en äldre stenkyrka. Delar av den ingår i den nuvarande kyrkobyggnadens norra vägg. I 1200-talets första del uppfördes ett nytt kor med ribbvalv, sannolkt efter modell från S:t Trinitatis kyrka i Visby. Man fortsatte sedan bygga på långhuset och slutligen uppfördes kyrktornet, Lokrume boddu. Det stod färdigt 1277 och kyrkan kunde invigas samma år. Omkring 1250 gjordes kvadermålningarna i triumfbågen. Sakristians akantusrankor är från början av 1700-talet. Tornets övre delar är ombyggda och tornspiran är daterad till 1752.

## Inventarier
Triumfkrucifixets Kristusbild är daterat till 1100-talet och anses vara av en äldre typ jämfört med de verk som utfördes av den så kallade Viklaumästaren. Dopfunten tillskrivs stenhuggaren Majestatis och är från ca 1160. Predikstolen är från 1600-talet och altaruppsatsen från 1707.

### Orgel
1891 byggde Åkerman & Lund, Stockholm, en mekanisk orgel.
| Manual            | Pedal   | Koppel     |
| Borduna 16’ B/D   | Bihängd | Man 4'/Man |
| Principal 8’      |         |            |
| Rörfleut 8’       |         |            |
| Salicional 8'     |         |            |
| Octava 4’         |         |            |
| Crescendosvällare |         |            |

## Galleri

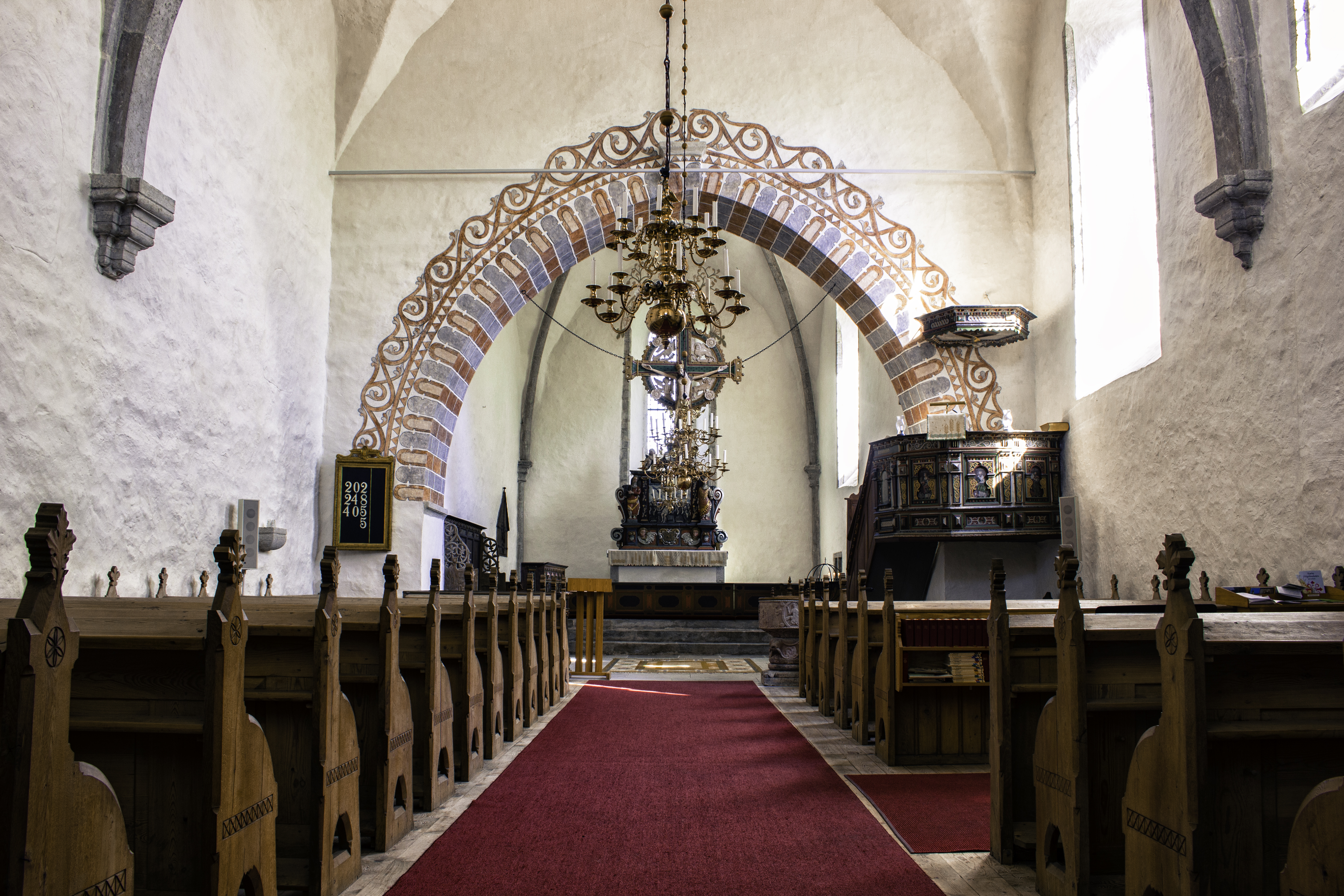
Kyrkans interiör
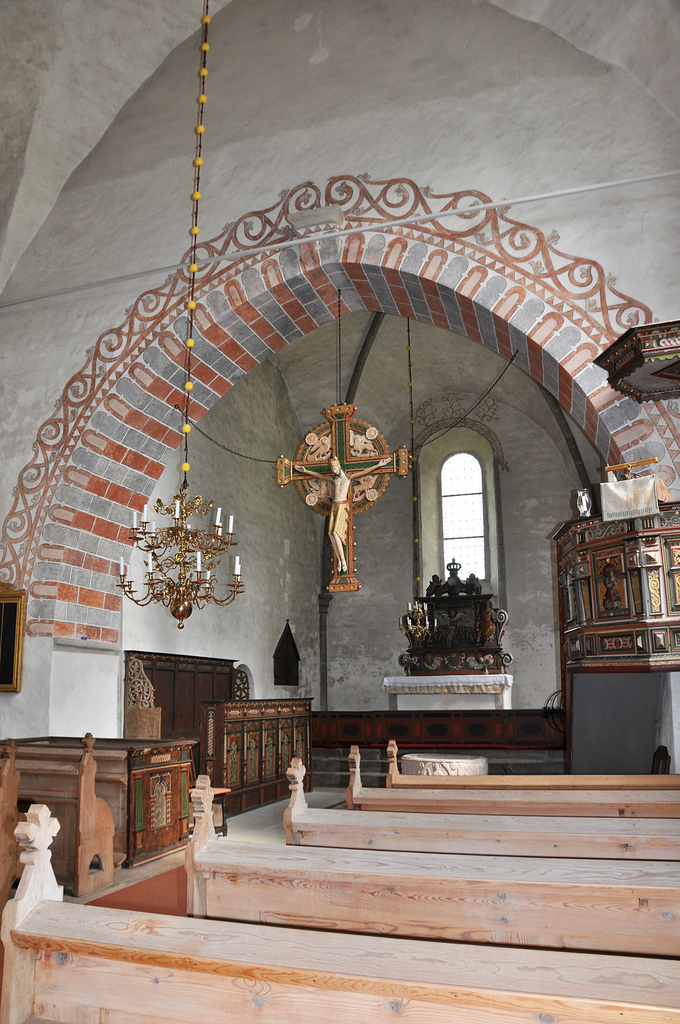
Koret  med triumfbågens målningar från 1250
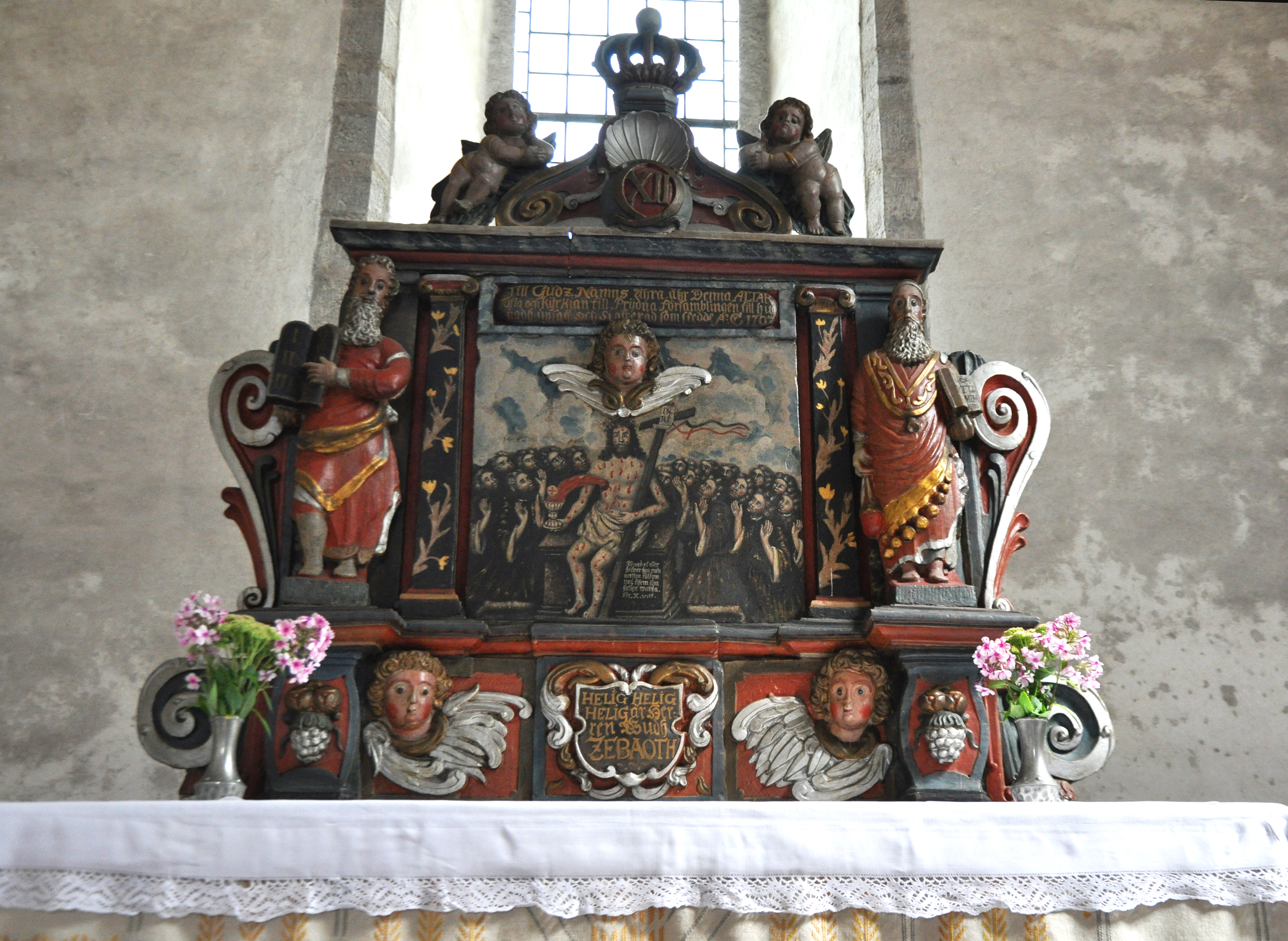
Altaruppsats av sandsten
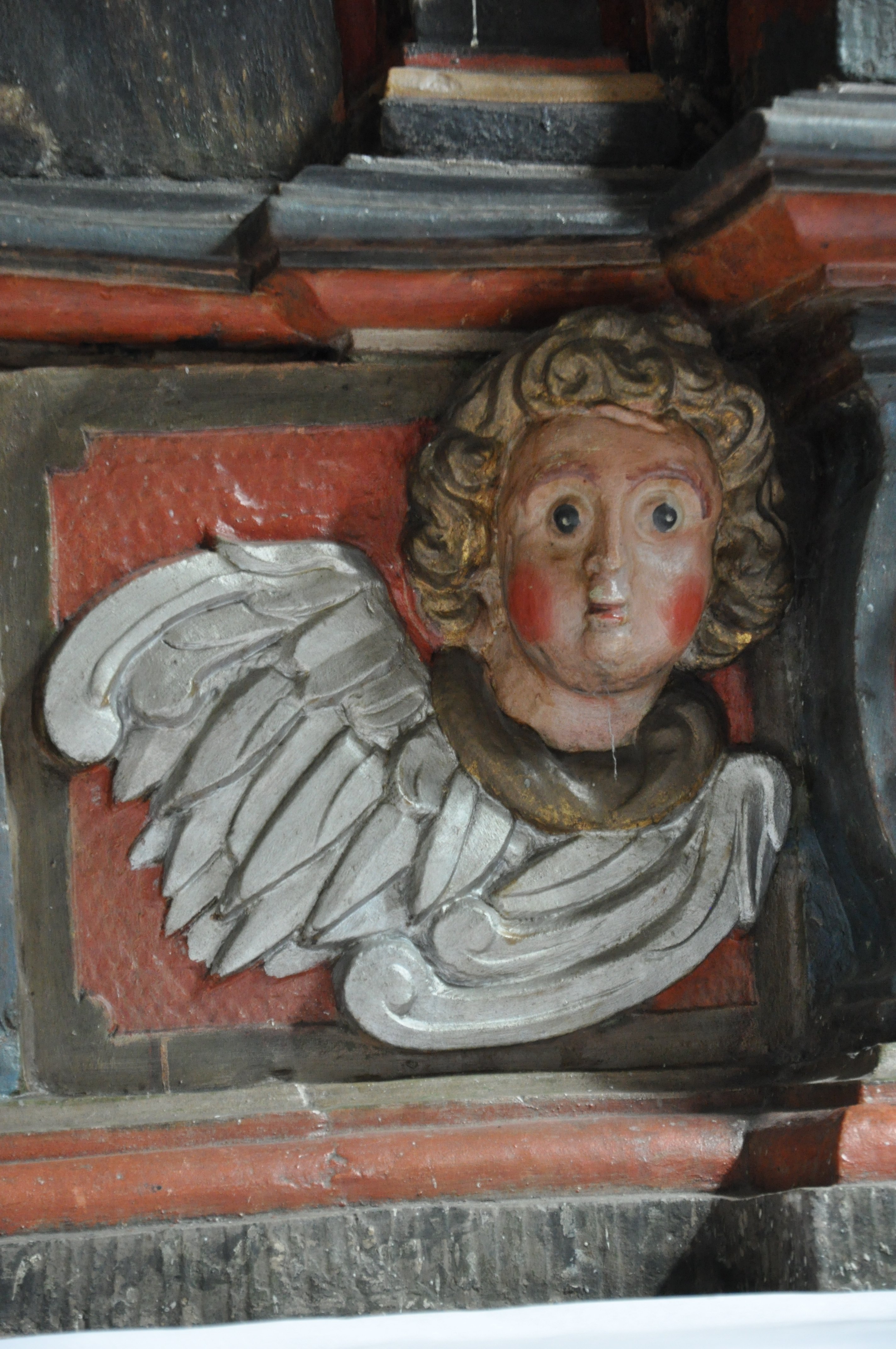
Detalj av altaruppsatsen
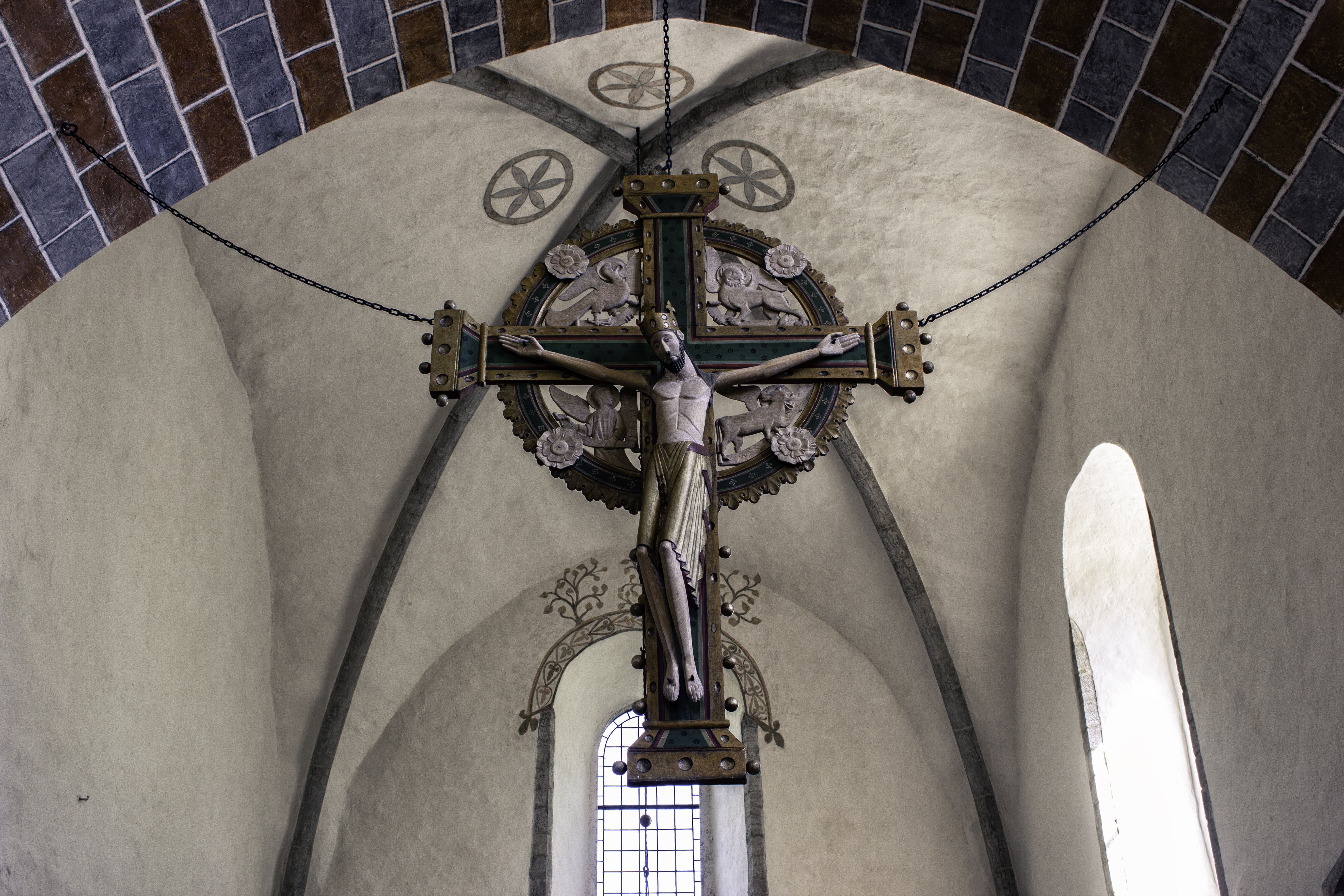
Triumfkrucifix
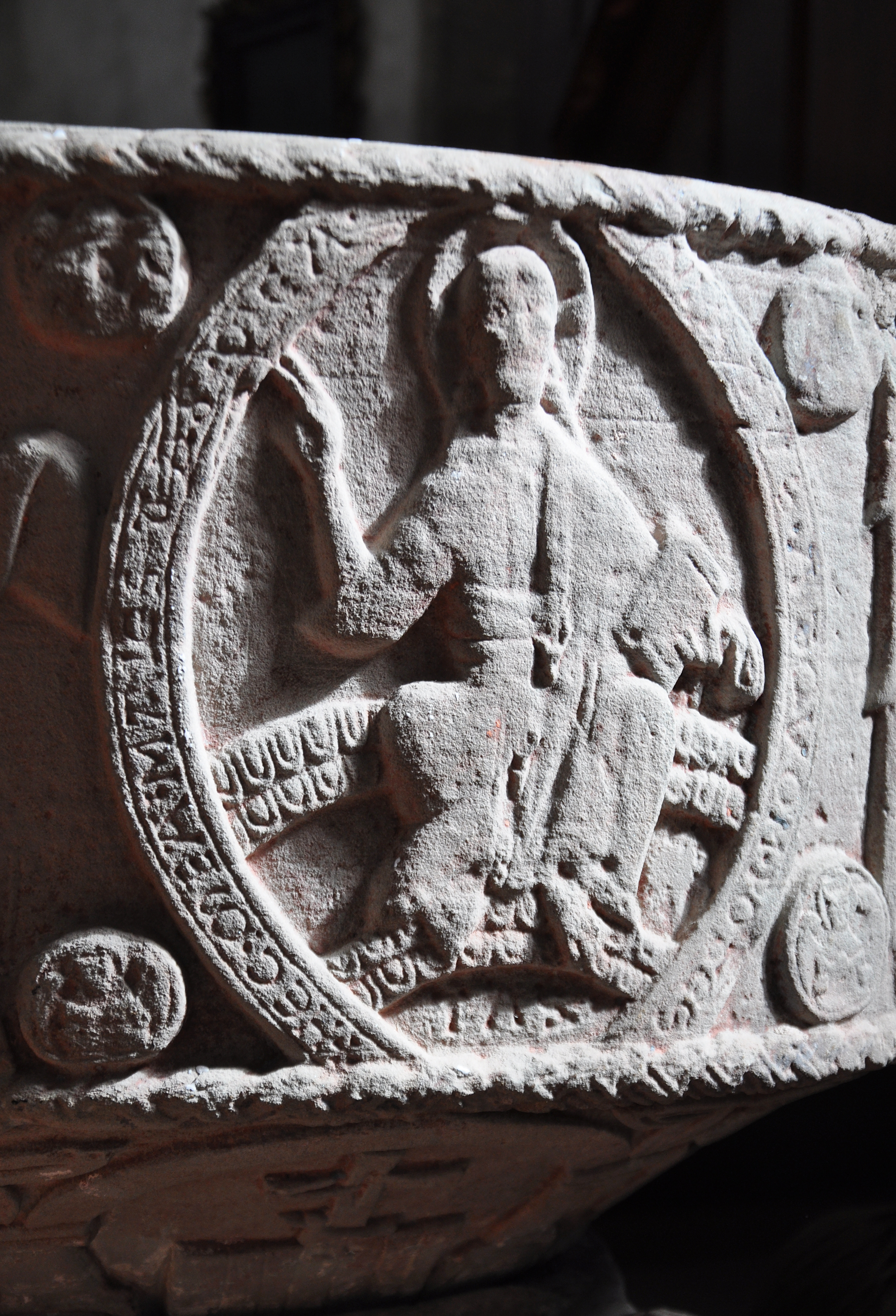
Detalj ur dopfunten från 1100-talet
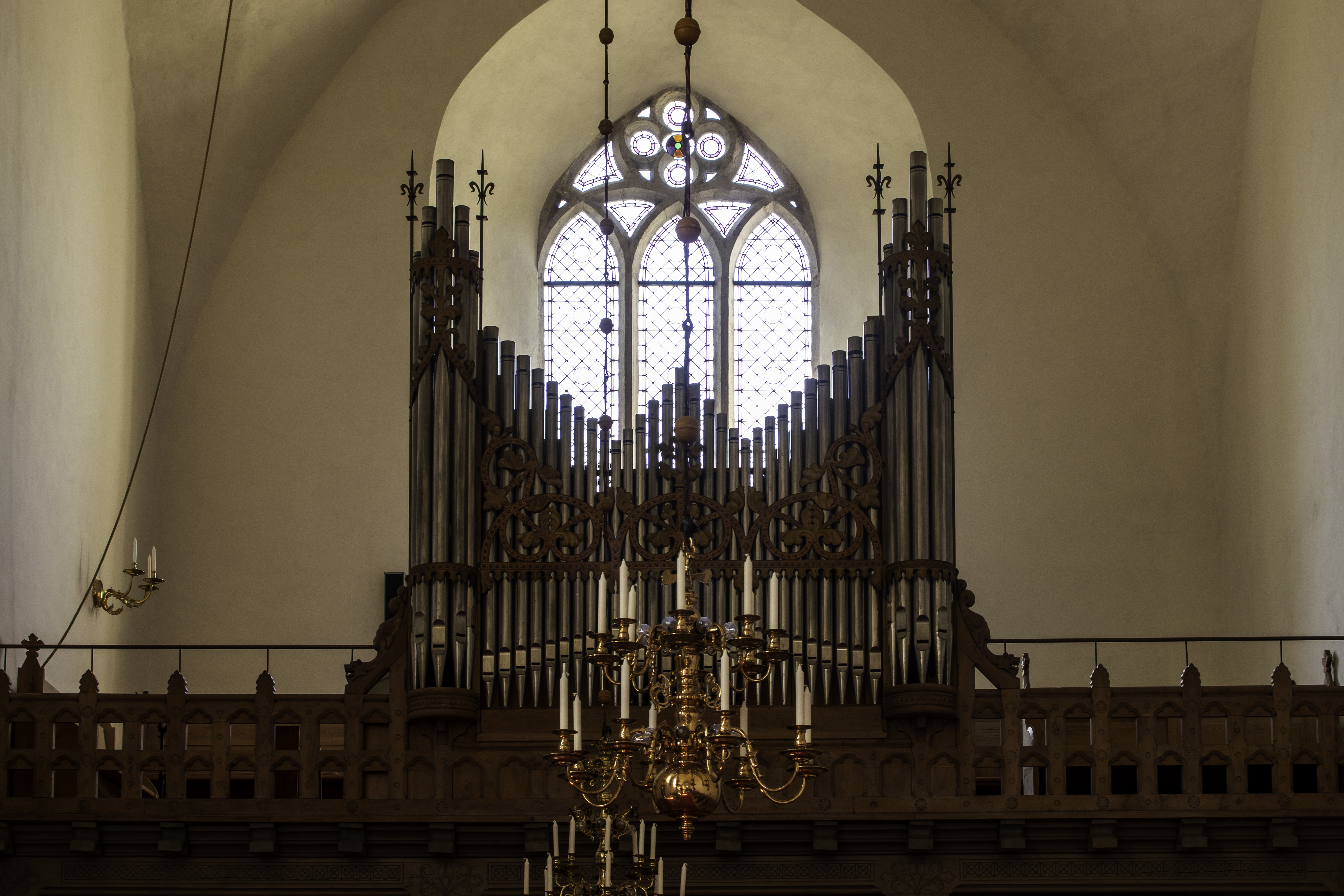
Orgeln